# Route nationale 27 (Italie)
Pour les articles homonymes, voir Route nationale 27.
La route nationale 27, ou RN 27, est une route nationale italienne.

## Parcours
La RN 27 assure la liaison entre la route nationale 26 et le col du Grand-Saint-Bernard, ainsi qu'avec le tunnel du Grand-Saint-Bernard depuis Saint-Léonard. Le long de son trajet, elle traverse le Valpelline et la vallée du Grand-Saint-Bernard. Les communes concernées sont Aoste, Roisan, Gignod, Étroubles, Saint-Oyen et Saint-Rhémy-en-Bosses.
La RN 27 fait partie de la route européenne 27 jusqu'à Saint-Léonard, au-delà, la E27 se poursuit par le tunnel du Grand-Saint-Bernard (T2), et se poursuit en Suisse par la H 21.
Un embranchement reliant l'autoroute A5 et la RN 27 par-dessous de la côte de Sorreley a été inauguré en 2001, afin d'éviter le périphérique d'Aoste.

La déviation pour le Valpelline à Variney (Gignod)